# Mayfair Games
Mayfair Games war ein Anfang der 1981 Jahre von Darwin Bromley in Chicago gegründeter Verlag, der Brett-, Karten-, Würfel- und Rollenspiele vertrieb. Ein spezielles Verlagssegment waren Eisenbahnspiele wie die 18XX-Serie.
Ein Großteil der herausgegebenen Spiele waren Lizenzprodukte, insbesondere des Franckh-Kosmos-Verlags. So wurden seit 1996 die Spiele der Catan-Reihe in englischer Übersetzung von Mayfair herausgegeben. Seit 2003 veröffentlichte Mayfair Games die Spiele des italienischen Verlages daVinci und seit 2005 die Spiele des niederländischen Phalanx-Verlages. Als Anlaufstelle für Catanspieler in den USA wurde die virtuelle University of Catan geschaffen. 2008 veranstaltete Mayfair Games die Catan-Weltmeisterschaft auf der Gen Con Indy in Indianapolis. Ab 2013 war Mayfair Games offizieller Distributor für Lookout Games in den USA.
Am 9. Februar 2018 gab Mayfair Games bekannt, dass es alle seine Vermögenswerte an den nordamerikanischen Zweig von Asmodée Editions veräußert habe und nun die Geschäftstätigkeit einstellt.